# Hutuové

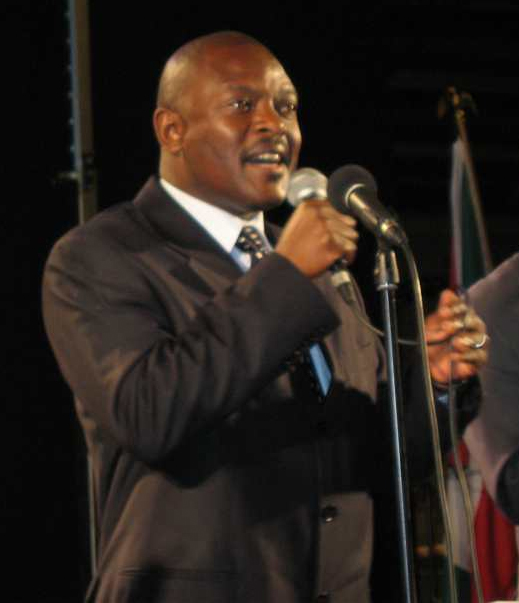
Bývalý prezident Burundi, Pierre Nkurunziza.

Hutuové, též Hutu, Wahutu nebo Bahutu je etnikum žijící ve střední Africe, především v zemích Rwanda a Burundi. Značná část žije též v Demokratické republice Kongo, přičemž tato část představuje především uprchlíky vyhnané občanskou válkou a genocidou. Příbuzným kmenem jsou Tutsiové.
Celkový počet Hutuů je 12–13 milionů, ve Rwandě tvoří 90 % obyvatelstva, v Burundi pak 83 %. Jejich společnost je založena na kmenech, obývají většinou venkovské oblasti, které jsou často roztroušeny po kopcích Rwandy a Burundi.

## Historie
Po příchodu do oblasti Rwandy vypudili Hutuové původní obyvatelstvo kmene Twa (pygmejští lovci). Postupně až do příchodu Tutsiů ve 14.–15. století zde získali politickou a ekonomickou nadvládu. Mnoho Hutů uprchlo během občanské války a genocidy v roce 1994 do sousední Demokratické republiky Kongo. Z důvodu tamější občanské války v roce 1996 se jich však mnoho navrátilo zpět do země.

## Náboženství
Asi čtvrtina Hutů vyznává nativní náboženství, zbytek jsou převážně římští katolíci, což je výsledkem působení evropských, hlavně francouzských misionářů v tomto regionu v 19. století. I pokřtění Hutuové si ale udržují mnoho prvků tradičního náboženství.
Vyznavači tradičních náboženství věří v nebeského boha Imaana, jehož hlavním úkolem bylo chránit svět lidí proti bohu smrti a dalším silám zla. Hutuové věří, že dodržováním tabu a rituálů posilují Imaanovu moc, zatímco když předpisy porušují, Imaana je oslaben a síly zla nad ním nabývají navrch. Dále věří v předky zemřelých abazihma (singulár mzihmu), kteří mohou působit nemoci lidí i zvířat a neštěstí na majetku. Abazihmu je možné si usmířit oběťmi jídla a domácích zvířat.

## Jazyk
Hutuové, ale také Tutsiové a nepříbuzní Pygmejové Twaové, hovoří centrálními bantuskými jazyky. V Burundi se nazývá kirundi a ve Rwandě pak rwandština (kinyarwanda). Tyto dvě verze se jen mírně liší ve výslovnosti a některých slovech. Ti, kteří jsou zainteresováni v obchodu, obyvatelé měst a obyvatelé hraničních oblastí s Tanzanií používají svahilštinu a vysoce vzdělaní Hutuové hovoří také francouzsky, ale je to poměrně malá část.
Často mají součástí svého jména také jméno francouzské a jejich jména se dají snadno přeložit a mají jasný význam. Pokud se např. muž jmenuje „Mutarambirwa“, pak to znamená, že je někým, kdo se nikdy neunaví. Jen asi polovina lidí ve Rwandě a Burundi umí číst a psát ve svém rodném jazyce. Ještě méně umí číst a psát francouzsky. Vzdělané osoby mluví francouzsky. Vzdělávací systém byl narušen v roce 1994 konfliktem.

## Rodina a společnost
Mezi příslušníky kmene Hutu je častá sociální kategorizace (vzhledem k příslušníkům kmene Tutsiů), a příslušnost k rodu se dědí patrilineárně, tj. pokud má dítě matku z kmene Tutsi a otce z kmene Hutu, pak je toto dítě příslušník kmene Hutu. Pokud má však jiné dítě matku z kmene Hutu a otce z kmene Tutsi, tak se toto dítě stane Tutsiem. Toto rasové dělení potomků není tedy rovnocenné. Tyto rasy se jako první pokusil zkoumat J. H. Spake v roce 1862, který postupně zjišťoval, že interakce takto odlišných ras nutně vede ke konfliktu. Když se narodí hutuské ženě dítě, zůstávají spolu po dobu 7 dní doma a v den sedmý je ceremonie, kdy dítě dostává jméno. Této události se účastní také děti z okolí.
Sňatek je zlegalizován, když rodina ženicha zaplatí věno (dobytek, kozy atd.) rodině nevěsty. Byliny a mléko zabezpečují nevěstinu čistotu během obřadu. V minulosti byly sňatky často domlouvány rodinou ženicha i nevěsty, toto už ale téměř neplatí a mladí lidé si sami vybírají svého partnera. Sňatky mezi Hutuy a Tutsii byly vždy vzácností, ačkoli hutuskému muži je toto podle zákona umožněno. V dnešní době jsou taková manželství častější, ale stále poměrně výjimečná.
Mladí hutuští lidé se setkávají navzájem prostřednictvím skupinových aktivit, jako jsou tanec a církevní události. Západní styl seznamování je praktikován bohatšími Hutuy ve městech.
Pohřeb je doprovázen modlitbami a rituály. Po pohřbu v období smutku příbuzní zemřelého nepracují na poli a nemají sexuální styk.

## Bydlení a obživa
Většina Hutuů byli vždy zemědělci, jsou často přezdívaní jako „horské gorily“ (díky tvrdé práci). Chov a pastva dobytka jsou významnější než pěstování plodin. Hutuské ženy se starají o chod domácnosti, kosí a kypří půdu. Muži a chlapci pečují o hospodářské zvířectvo a připravují pole na setbu.
V minulosti Hutuové nosili sukně z látky z kůry stromu a pláště ze zvířecí kůže. Toto bylo nahrazeno stylem oblékání moderních společností, ozdobné předměty jako korálky, náhrdelníky a náramky však Hutuové nosí stále.
Většina Hutuů žije ve venkovských oblastech a v oblastech roztroušených mezi horami Rwandy nebo Burundi. Tradiční obydlí Hutuů představují chaty ve tvaru včelího úlu ze dřeva, rákosí a slámy. Vysoké živé ploty slouží jako oplocení. K základním potravinám patří fazole, kukuřice, proso, čirok, sladké brambory a kasava, mléko a hovězí maso hrají též významnou roli. Mezi obvyklé potraviny patří také kozí mléko a maso.

## Kultura a svátky
Hudba, tanec a bubnování jsou důležitou součástí života na venkově. Muži a ženy mají různé tance. Tanečníci při tanci pohybují velmi rychle rukama a tělem. Lidé zpívají sami nebo ve sboru. Mezi známé písně patří lovecké, ukolébavky, a písně ke chválení skotu („ibicuba“).
Populárním lidovým hrdinou je „Samadari“, který představuje toho, kdo porušil pravidla a koho mají Hutuové následovat. Vysmívá se majetným a mocným a uráží bohaté vlastníky dobytka. Oblíbenou společenskou hrou je „igisoro“ (v jiných částech Afriky zvaná též „mankala“). Hlavním divácky velmi oblíbeným sportem je jak ve Rwandě, tak v Burundi fotbal.
K tradičním řemeslům patří výroba keramiky, dřevěných výrobků, šperků, zámečnických prací a pletených košíků.
Hutuové slaví dny nezávislosti Rwandy a Burundi, První máj, Nový rok a hlavní křesťanské svátky.